# Uliosoma
Uliosoma is een geslacht van vlinders van de familie snuitmotten (Pyralidae), uit de onderfamilie Chrysauginae.

## Soorten
- U. acutialis Hampson, 1916
- U. anaemicalis Hampson, 1906
- U. caphysoides Hampson, 1916
- U. caustalis Hampson, 1906
- U. discoloralis Walker, 1865
- U. exciralis Hampson, 1916
- U. rhodoesis Dyar, 1914
- U. umbrilineata Hampson, 1916